# Тольяттинский трансформатор
ООО «Тольяттинский трансформатор» — российское предприятие электротехнической промышленности, расположенное в городе Тольятти, Самарская область. С 1956 по 1964 носило название «Ставропольский завод ртутных выпрямителей», с 1964 по 1974 год — «Тольяттинский электротехнический завод» (ТЭЗ).

## История
1956 год — Совет Министров СССР распоряжением № 4022 обязал Министерство электротехнической промышленности СССР приступить к строительству завода ртутных выпрямителей в г. Ставрополь, Куйбышевской области (ныне Тольятти). 

1961 год — выпуск первой продукции, трансформатор мощностью 5 600 кВА. 

1964 год — переименование предприятия → в «Тольяттинский электротехнический завод» («ТЭЗ»). 

1974 год — преобразование предприятия → в «Средневолжское производственное объединение Трансформатор». 

1993 год — приватизация государственного предприятия → в частную собственность, создание акционерного общества ОАО «Трансформатор» — владелец руководство самого предприятия. 

2003 год — смена владельца, преобразование → в ООО «Тольяттинский Трансформатор» в составе РАО ЕЭС России

C 2006 года по настоящее время предприятие входит в состав ЗАО «Инвестиционный холдинг Энергетический союз» под руководством Аркадия Евстафьева..
В советский период из стен предприятия вышли будущие градоначальники города Василий Прасолов, Евгений Русаков, Анатолий Дубцов, Борис Микель, Юрий Фадеев, Николай Уткин.

## Производство

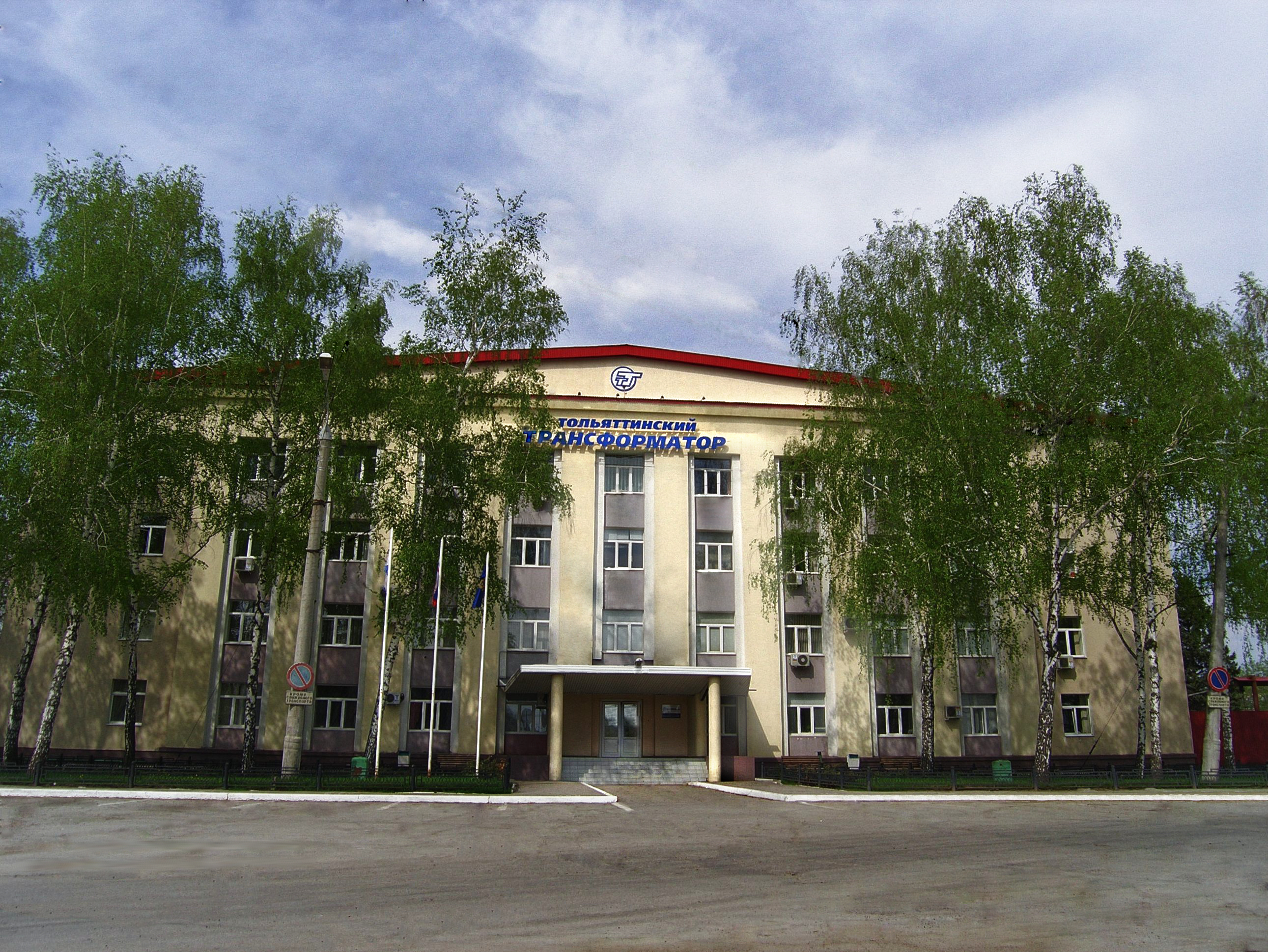
Здание заводоуправления «Тольяттинский Трансформатор», г. Тольятти, ул. Индустриальная, 1

ООО «Тольяттинский Трансформатор» изготавливает силовые высоковольтные трансформаторы с установленной производственной мощностью до 30 000 МВА. Номенклатуру предприятия составляют трансформаторы общего и специального назначения классов напряжений от 35 до 500 кВ, мощностью в диапазоне от 2 500 до 630 000 кВА. Также ООО «Тольяттинский Трансформатор» производит распределительные трансформаторы ТМГ класса напряжения 6, 10, 20 и 35 кВ мощностью от 100 до 2500 кВА, металлургические, шахтные и другие специальные трансформаторы, управляемые и неуправляемые шунтирующие реакторы.
В Советском Союзе было два самых крупных завода по производству трансформаторов — в г. Тольятти и г. Запорожье. После Распада СССР ООО «Тольяттинский Трансформатор» является крупнейшим электротехническим предприятием России с более чем полувековым опытом производства и изготавливает все виды трансформаторного оборудования, востребованные на рынке России и зарубежья.
ООО «Тольяттинский Трансформатор» объединяет в едином комплексе производство отдельных деталей, компонентов, узлов для изделия и обеспечивает комплектацию, как собственной программы, так и располагает возможностями поставки комплектующих и запасных частей для формирования ремонтного фонда в сервисных и эксплуатационных организациях. 

### Дочерние компании
Завод разбит на множество дочерних компаний:
| Наименование                                                     | Деятельность                                                                   | Доля владения акциями |
| ---------------------------------------------------------------- | ------------------------------------------------------------------------------ | --------------------- |
| ООО «МСЧ № 6»                                                    | медсанчасть завода                                                             | 100 %                 |
| ООО «ЭнергоСоюзСтрой-Тольяттинский Трансформатор» (ООО «ЭСС-ТТ») | официальный и эксклюзивный дилер предприятия ООО «Тольяттинский Трансформатор» | 100 %                 |
| ООО «Спецавтоматика»                                             | пр-во и монтаж электро-распределительной и регулирующей различной аппаратуры   | 100 %                 |
| ООО ЧОП ТТ                                                       | охранное предприятие                                                           | 100 %                 |

## Руководство
| - Хадорич Вячеслав Александрович (с 2021 года) - Чистяков Владимир Сергеевич (с 2010 по 2021 год) - Птицын Игорь Васильевич (2004—2010 год) - Попенко Виктор Николаевич (2002—2003 год) - Сачков Юрий Александрович (2001—2002 год) | - Брусникин Николай Юрьевич (1996—2001 год) - Резов Юрий Михайлович (1976—1996 год) - Русаков Евгений Вениаминович (1968—1976 год) |